# Сосна островная
Сосна островная, или хазийская, или кезия (лат. Pinus kesiya) — вид вечнозелёных хвойных деревьев рода Сосна, один из наиболее широко распространённых видов сосен Юго-Восточной Азии.

## Распространение
Ареал простирается от восточных Гималаев, холмы Хаси, в северо-восточной Индии в  штатах Мегхалая и Манипур, пролегает на юго-восток по территории Бирмы, Таиланда, Камбоджи, Лаоса, Вьетнама и крайнего юга КНР, достигает Филиппины. 
Культивируется в других частях света, в том числе в Южной Африке и Южной Америке.
На Филиппинах является доминирующим видом в районе тропических сосновых лесов на острове Лусон.
Встречается в смешанных лесах на склонах гор, на высотах от 800 до 2000 метров над уровнем моря, предпочитает селиться в диапазоне высот 1200—1400 метров, произрастает на кислых красных или желтых подзолистых почвах. Места расселения обычно характеризуются субтропическим, муссонным климатом, с чередующимися сухим и влажным периодами, с очень обильными осадками и влажностью воздуха не ниже 70%.

## Ботаническое описание
Деревья высотой до 30 м; ствол диаметром до 60 см; кора с глубокими продольными трещинами, тёмно-коричневого цвета, шелушащаяся; крона широкая куполообразная; ветви желтовато-бурой окраски, с возрастом становятся оранжево-коричневыми. 
Хвоя в пучках по 3 иглы на пучок, иглы тонкие, гибкие, длиной 10—22 см, треугольные в поперечном сечении (0,7-1 мм). Шишки одиночные или парные, яйцевидной формы, 5,5 на 3,5 см. Семена чёрно-бурые, слегка сжатые, эллиптической формы, размером 5—6 на 3—4 мм.

## Таксономия
Pinus kesiya Royle ex Gordon, 1840, Gardener's Magazine and Register of Rural and Domestic Improvement. [Edited by J. Loudon]. London. 6: 8.

### Синонимы
- Pinus khasyana Griff., Itin. Pl. Khasyah Mts.: 58 (1848).
- Pinus cavendishiana Parl. in A.P.de Candolle, Prodr. 16(2): 390 (1868), not validly publ.
- Pinus kasya Parl. in A.P.de Candolle, Prodr. 16(2): 390 (1868), orth. var.
- Pinus khasia Engelm., Trans. Acad. Sci. St. Louis 4: 179 (1880), orth. var.
- Pinus khasya Hook.f., Fl. Brit. India 5: 652 (1888), orth. var.
- Pinus insularis var. khasyana (Griff.) Silba, Phytologia 68: 51 (1990).

### Подвиды
Pinus kesiya var. langbianensis (A.Chev.) Gaussen ex Bui, 1962, Adansonia n.s., 2: 338. [syn.  Pinus insularis Endl.]

## Хозяйственное значение и применение
Древесина мягкая и лёгкая находит много применений, используется для выработки бумаги, применяется в строительстве, идёт на изготовления столбов, спичек, ящиков, поддонов и другой тары.
Смола хорошего качества, в период испанского колониального владычества широко использовалась для производства скипидара.